# 唐紙
唐紙（からかみ）とは、中国から渡来した紙、もしくはそれを模して作られた紙のこと。平安時代には書道や消息（手紙）で装飾性の高い料紙として用いられた。中世ごろからは、主に襖に貼る加工紙の一種として用いられた。産地・特徴において、京から紙と江戸から紙の2系統に分かれる。

## 京から紙

### 紙屋（かんや）川と秦氏
京都の西北に連なる鷹ケ峰、鷲ケ峰、釈迦谷山などの山稜から一筋の川が流れている。南下して北野天満宮と平野神社の間を抜けて、西流してやがて御室川と合流し再び南下して、桂川に注ぐ。この流れを紙屋（かんや）川と呼ぶ。
紙屋川と呼ぶのは、平安時代の初期に図書寮直轄の官営紙漉き場の紙屋院がこの川のほとりに設けられたからである。紙屋院の置かれていた位置の明確な記録はないが、『擁州府誌（ようしゆうふし）』には、「北野の南に宿紙（しゅくし）村あり、古この川において宿紙を製す。故に紙屋川と号す。」とある。
『日本紙業史・京都篇』によっても、北野天満宮あたりの紙屋川のほとりにあったことは確かである。官営紙漉き場であった紙屋院は、平安時代の製紙技術のセンターであり、当時の最高の技術で紙を漉き、地方での紙漉きの技術指導も行った。
『源氏物語』には、「うるわしき紙屋紙」と表現し、またその色紙を「色はなやかなる」と讃えている。紙屋院が設けられる前の奈良時代にも図書寮が製紙を担当していた。
『令集解』には、紙戸五〇戸を山代国（山城国・現京都）に置いたと記録している。山城国に特定したのは、古代における最大の技術者渡来集団といえる、秦氏が勢力を張っていた拠点であったからである。
秦氏の渡来当初は、現在の奈良県御所市あたりにヤマト政権より土地を与えられている。のちに主流は山城国に移り、土木・農耕技術によって嵯峨野を開墾開拓し、機織り・木工・金工などの技術者を多く抱えて、技術者集団をなしていた。
機織りの技術者がいたことから、当然当時の衣料の原料である麻や楮の繊維から製糸する技術者もいた。製糸の技術は、麻や楮の靱皮（じんぴ）繊維を利用することでは、製紙と類似技術であり、原料の処理工程はほとんど一緒であり、繊維を紡ぐか、繊維を漉くかの、まさに紙一重の違いしかない。すでに原始的な紙漉きの技術を、持っていた可能性もある。
このような技術的な基盤のもとに、平城京の政権は、山城国（山代国）に紙戸（官に委託された紙漉き場）を置いた。飛鳥時代の宮廷・官衙の物資調達に任じたのが蔵部で、秦大津父は大蔵掾に任じられ、聖徳太子の蔵人となった秦河勝は京都太秦に峰岡寺（後の広隆寺）を造営している。
秦忌寸朝元は天平11年（739年）に図書頭に任じられている。平安時代に入ると、秦公室成は弘仁2年（811年）、図書寮造紙（ぞうし）長上であった秦部乙足に替わって、図書寮造紙長上に任命されている。秦氏は、このように古くから、造紙関係の要職と深くつながっていた。秦氏のような、技術者の基盤の上に製紙の国産化が行われ、山城国が製紙の先進技術を誇り、和紙の技術センターの役割を担ったが、紙の需要が高まるにつれ、原料の麻や楮は地方に頼らざるを得なくなった。
紙の需要が高まるにつれ、皮肉なことに律令制度に緩みがでて、紙の原料の供給が細ってしまった。紙屋院の技術指導によって、各地で紙漉きが盛んになり、律令制度の統制力の弱体化とも相まって、紙屋院は原料の調達が思わしくなくなった。このような経緯で、紙屋院は反故紙を集めて漉き返しの宿紙を漉くようになった。
のちに、紙屋紙は宿紙の代名詞とも成り、のちに堺で湊紙、江戸で浅草紙という宿紙が漉かれるようになってから、京都の宿紙は西洞院紙と呼ばれるようになった。

### 加工紙技術の発展
京では、紙漉きそのものが、律令体制の緩みによる原料の調達難から衰退したのとは対照的に、紙の加工技術で高度な技術を開発して、和紙の加工技術センターとして重要な地位を占めるようになっていく。紙を染め、金銀箔をちりばめ、絵具や版木で紋様を描くなど、加工技術に情熱を傾け、雅で麗しき平安王朝の料紙を供給していった。※当時の料紙加工の技術を裏付ける文献は特定されていない。
京における高度な紙の加工技術が、平安王朝のみやびた文化を支えたともいえる。豊かな色彩感覚は、染め紙では高貴やかな紫や艶かしい紅がこのんで用いられるようになった。複雑な交染めを必要とする「二藍」や「紅梅」さらには、朽葉色、萌黄色、海松色、浅葱色など、中間色の繊細な表現を可能とした。
かな文字の流麗な線を引き立てるには、斐紙（雁皮紙）が最も適している。墨流し、打ち雲、飛雲や切り継ぎ、破り継ぎ、重ね継ぎなどの継ぎ紙の技巧そして、中国渡来の紋唐紙を模した紋様を施した「から紙」など、京の工人たちは雁皮紙の加工に情熱を注ぎ、和紙独特の洗練された加工技術を完成させた。王朝貴族の料紙ばかりではなく、実用的なさまざまな加工紙が京で加工された。元禄5年（1692年）刊の『諸国万買物調方記』には、山城の名産として扇の地紙、渋紙のほか、水引、色紙短冊、表紙、紙帳、から紙などをあげている。このほかにも万年紙屋、かるた紙屋があり、半切紙の加工も京都が本場であった。
万年紙は、透明な漆を塗布した紙で、墨筆で書くメモ用の紙で、湿った布で拭けば墨字が消え、長年に使えるので万年紙の名がある。製法は、楮の厚紙（泉貨紙）の表裏を山くちなしの汁で染め、渋を一度引いて乾かし、透明な梨子地漆で上塗りして、風呂に入れて漆を枯らし、折本のように畳んで用いるとある。半切紙は書簡用紙であり、これを継ぎ足したのが巻紙である。この書簡用紙を京好みに染めたり紋様を付けるなどの加工を施した。  半切紙の加工は、西洞院松原通りで盛んであった。色紙や短冊は、この半切紙に比べてより高級な加工が必要であったが、宮中御用の老舗が多かった仏光寺通りが色紙短冊の加工の中心であった。
から紙は、平安時代には詠草料紙として加工が始まり、後にふすま紙の主流となったが、本阿弥光悦の嵯峨の芸術村では、紙屋宗二が嵯峨本などの用紙として美しい紙をつくった。ふすま用の「から紙」は、東洞院通りを中心に集まっていた。このように中京・下京区には京の紙加工センターであった。

### 鳥の子から紙
から紙の地紙はもともと檀紙（楮紙）や鳥の子紙（雁皮紙）が使われ、「京から紙」は主に鳥の子紙と奉書紙が用いられた。斐紙（ひし）と呼ばれていた雁皮紙は、特にその薄様が平安時代に貴族の女性達に好んで用いられ、「薄様」が通り名となっていた。この雁皮紙が鳥の子と称されるようになるのは、南北朝時代頃からである。
徳富蘇峰（猪一郎）氏所蔵（現 石川武美記念図書館所蔵 成簣堂文庫）の『雑事記』（嘉暦3年（1328年）頃の記録）に、「鳥の子色紙に法華経を書写した」との記述がある。「一色紙書写、法花一部在開結二経、四経、鳥子色紙令堺懸之」（『日本産業発達史の研究』小野晃嗣著 P29より）また、『愚管記』の延文元年（1356年）の条に、「料紙鳥子」とあり、さらに伏見宮貞成親王の『看聞日記』永享7年（1431年）の条にも「料紙（りょうし）鳥子」の文字が見える。平安の女性的貴族文化の時代から、中世の男性的武士社会にはいって、厚用の雁皮紙が多くなり、薄様に対してこれを鳥の子紙と呼んだ。近世に入ると雁皮紙はすべて鳥の子紙と呼ぶようになった。
『宣胤卿記』の長享2年（1488年）の条に「越前打陰」（鳥の子紙の上下に雲の紋様を漉き込んだもので、打雲紙ともいう）、文亀2年（1502年）の条に「越前鳥子」の文字が記されている。「越前鳥子」の文字は他の史料にも多くあり、室町中期には越前の鳥の子が良質なものとして、持てはやされるようになっている。 この鳥の子紙に木版で紋様を施したのが「から紙」である。紙に紋様をつける試みは中国の南北朝時代に始まり隋・唐時代に発展した。日本でも奈良時代から行われ、中国の木版印刷による「紋唐紙」をまねて「から紙」作りが試みられ、「唐紙」にたいして「からかみ」と称した。京の紙加工の工人によってさまざまの独自の工夫が施され、量産されるようになって「ふすま」用の「から紙」に用いられるようになった。さらに木版印刷の技術の蓄積により、江戸時代になって千代紙として庶民にも親しまれるようになった。

### 鷹ケ峰芸術村
「からかみ」作りは、もともと都であった京で始まったもので、京都が発祥地であり本場であり、その技術も洗練されていた。近世初期の、本阿弥光悦の鷹ケ峰芸術村では、「嵯峨本」などの料紙としてのから紙を制作し、京から紙の技術をさらに洗練させ、京の唐紙師（かみし）がその伝統を継承していった。
本阿弥光悦（1558ー1637）は多賀宗春の子で、刀剣の鑑別、研磨を業とする本阿弥光心の養子となった。絵画・蒔絵・陶芸にも独創的な才能を発揮したが、書道でも寛永の三筆の一人でもあった。本阿弥光悦の晩年の元和元年（1615年）、徳川家康から洛北の鷹ケ峰に広大な敷地を与えられ、各種の工芸家を集め本阿弥光悦流の芸術精神で統一した芸術村を営んだ。
本阿弥光悦の芸術の重要なテーマは王朝文化の復興であり、その一つとして王朝時代の詠草料紙の復活と「からかみ」を作り、書道の料紙とするとともに、嵯峨本の料紙とすることであった。
嵯峨本は、別名角倉本、光悦本ともいい、京の三長者に数えられる嵯峨の素封家角倉素庵が開版し、多くは本阿弥光悦の書体になる文字摺りの国文学の出版であった。慶長13年（1608年）開版の嵯峨本『伊勢物語』は、挿し絵が版刻された最初のものであった。嵯峨本の影響を受けて、仮名草紙、浄瑠璃本、評判記なども版刻の挿し絵を採用するようになった。仮名草紙の普及で、のちに西鶴文学が生まれ、挿し絵と文字を組み合わせた印刷本が、庶民の要望に応えて量産されるようになった。
嵯峨本は、豪華さと典雅さを特徴とし、装幀・料紙・挿し絵のデザインのきわめて優れたものであった。料紙は王朝文化の伝統に新しい装飾性を加えた図案を俵屋宗達が描いている。俵屋宗達は慶長から寛永にかけて活躍した絵師で、光悦の芸術村での独特の表現と技術を凝らした画風がのちに宮廷に認められ、狩野派など一流画壇の絵師たちと並んで仕事を請け負うようになり、町の絵師の出身としては異例の「法橋」に叙任され、今日に残るふすま絵や屏風絵の名作を描いている。
俵屋宗達は、のちの尾形光琳やその流れを汲む琳派に強い影響を与えている。この俵屋宗達の図案を版木に彫り、印刷してから紙料紙にする仕事を担当したのが紙師宗二である。紙師宗二は、光悦の芸術村活動に参加した工芸家で、「紙師」の文字は、紙を漉く工人を意味するのではなく、唐紙師の意で称されている。
光悦の発想と宗達の意匠に宗二の加工技術が調和して、美しいから紙の料紙が生み出された。芸術村で作られた「から紙」は、ほとんどが嵯峨本の出版用の料紙や詠草料紙であったが、近世の京唐紙師の一部にその技術が伝承されて、京からかみの基礎を築いたとも言える。京からかみの紋様のなかに光悦桐や、宗達につながる琳派の光琳松、光琳菊、光琳大波などのデザインがある。

### 唐紙屋長右衛門
『雍州府志（ようしゅうふし）』（擁州とは山城国の別称で山城の地理案内書の意）貞享元年（1648年）刊に、京の唐紙師について「いまところとどころこれを製す。しかれども東洞院二条南の岩佐氏の製するは、襖障子を張るのにもっともよし、もっぱらこれを用いる」とあり、『新撰紙鑑（かみかがみ）』には、「京東洞院、平野町あたりに唐紙細工人多し」とある。
元禄2年（1689年）刊の『江戸惣鹿子』には、13人の唐紙師の名がある。文政7年（1824年）の『商人買物案内』には、唐紙屋として八軒の名が挙がっている。現在も続いている京唐紙師の「唐紙屋長右衛門（唐長）」の家系を継ぐ『千田家文書』に、天保10年（1839年）に唐紙師が十三軒あったと記されている。からかみの紋様は、当初「唐紙」の唐草や亀甲紋様などの幾何学紋様が主流で、近世にはいって光琳派などの絵画の技巧的な装飾文様が多用されるようになった。
京の唐紙屋仲間の多くは、元治元年（1864年）の禁門の変で多くの版木を焼失してしまった。唐紙屋長右衛門は、禁門の変の時、タライに水を張り、目張りした土蔵に版木を入れて、戦乱の火災から唐紙の版木を守り抜いた。禁門の変で版木の焼失を免れて、明治以後に残った唐紙屋は、唐紙屋長右衛門を含めてわずかに5軒であった。しかし、文明開化など暮らしの変化に伴い次第に廃業、江戸のからかみ屋は、関東大震災、東京下町大空襲などにより焼失、戦後近年復興されたところもあるが、現在では江戸時代より代々続いてきた唐紙屋は日本でただ1軒、唐紙屋長右衛門、すなわち「唐長」のみである。
唐長には約六百枚の版木がある。これらは、12枚で一面の襖になる十二板張り判と十板張り判そして五枚張り判とがある。十二枚張り判はほとんどが江戸時代のもので、版木の大きさは約縦九寸五分、横一尺五寸五分である。天明8年（1788年）の大火で版木を全て焼失し、再刻されたもので、最も古いものは「寛政四年六月  唐紙屋（からかみや）長右衛門　彫師平八」と墨書されている。十枚張り判は明治・大正期のもので、縦一尺一寸五分、横一尺五寸五分である。五枚張り判は、大正・昭和期のもので、十枚張り判の横幅を二倍にしたもので、横三尺一寸と間似合紙の寸法に合わせてある。これらの版木の材質は、サクラやカツラのものもあるが、ほとんどはホオノキで作られている。これらの多くの版木から、華麗で多彩な京唐紙が摺り出されて、日本の伝統工芸としての唐紙が作り続けられてきた。
千田家の先祖は、もともと摂津国出身の北面武士であったが、初代長右衛門が東洞院の地にて唐紙屋を始めたと伝えられている。初代長右衛門の没年は貞享4年（1687年）十一月となっているので、「唐長」の伝統は三百年をすでに越えている。家業として江戸時代より途絶えることなく板木を守り、代々続けてきた唐紙屋は日本でただ1軒。ちなみに、現当主の千田愛子は十三代目となる。夫である唐紙師トトアキヒコと共に京都、嵯峨の地にて唐長を受け継ぎ、伝統的な唐紙の襖や壁紙をはじめ、神社仏閣などの文化財の修復に至るまで、凡そ400年もの間、江戸時代から続いた日本唯一の唐紙屋として、現在も唐紙の制作を続け、現代の暮らしに多様な唐紙文化を伝えている。唐長の歴史や現在の活動については唐長本店・雲母唐長のホームページを参照されたい。
千田愛子は、2004年、現代の暮らしにあう唐紙のありかたを考え、 COCON KARASUMA にKIRA KARACHO （現在は、雲母唐長 四条店）を立ち上げ、ビルのファサードには、唐長文様「天平大雲」を掲げた。優れた配色センスを持ち、その仕事は和紙だけに留まらず、代々受け継ぐ文様を生かし、文様と色の美を通じて人々の暮らしを豊かにしたいとの思いをこめたモノづくり行い、夫婦でさまざまなコラボレーションを手がけ続けている。
2009年、トトアキヒコと共に唐長サルヤマサロンで開催した展覧会「inochi」展での夫婦合作作品「inochi」は、MIHO MUSEUM に収蔵、2010年、MIHO MUSEUM創立者生誕100年記念特別展「MIHO GRANDAMA Arte della Luce」(ミホ グランダーマ アルテ・デラ・ルーチェ)にて披露された。唐紙の作品が美術作品として収蔵されるのは、唐紙史上はじめてのことである。
2010年には、トトアキヒコの唐紙作品「星に願いを」が名刹養源院に奉納。俵屋宗達の重要文化財である唐獅子の杉戸絵に並んだ。歴史的にさまざまな寺社に唐紙は襖や壁紙、屏風などに用いられてきたが、作品として唐紙が納まるのは、歴代はじめてのこと。
唐紙師トトアキヒコは、2014年に東京国際フォーラム・相田みつを美術館で史上初めてとなる唐紙アートの美術展を開催。2020年には、世界平和への祈りをテーマにした22メートルに及ぶ唐紙史上最大のアート作品「Universal Symphony」を手がける他、三十三間堂本坊妙法院門跡、名勝・無鄰菴、護王神社など全国の神社仏閣や歴史的建造物に唐紙を納めており、唐紙の伝統を継承しながらも、現代アートとして新しい唐紙の世界を築き、前人未到の道を切り拓いている。点描とたらし込みを融合させ自らの指で染めていくトトアキヒコ独自の技法「しふく刷り」などから生まれる深淵な青い唐紙作品は、八百万の神様や精霊とともに手がけた詩情が宿るスピリチュアルな〈トトブルー〉と呼ばれ愛されている。
唐長本店・雲母唐長は、2018年7月には、百年後の京都に宝(心)を遺す文化プロジェクトを提唱し、「平成の百文様プロジェクト」（現在は「平成-令和の百文様プロジェクト」）を創起。伝統と継承、循環と再生の歴史を創造し続け、100年後の京都に意味のある持続可能 （サステナビリティ）な文化プロジェクトとすることを意図している。江戸時代より先祖代々受け継いできた600枚を超える板木に加える新たな100枚を創造し、伝統と未来を結び、十三代目夫妻は唐長の新しい歴史を担っている。

### 京からかみの技法
江戸の唐紙師を「地唐紙師」ともいうが、これは京を本場とする呼称であった。その江戸から紙を「享保千型」ともいい、享保年間（1716〜36）に多様な紋様が考案され、江戸から紙が量産されたからその名がある。
江戸から紙は、江戸という大消費地を控えて需要が多く、から紙原紙は近くの武蔵の秩父・比企郡で産する細川氏を用いた。細川氏は純楮の生漉紙で「生唐」とも呼ばれた。
これに対して、京から紙は越前奉書紙や鳥の子紙などの高級な加工原紙を用いて、伝統技法と王朝文化の流れを汲む洗練された紋様を摺って、京から紙の伝統を守りそれを誇りとしていた。
京から紙師の意気を示すものとして、八代目の唐紙屋長右衛門が明治二十八年の第四回内国勧業博覧会に出品した時の審査請求書に、「東京、大阪地方ニ於ケル製品ハ、・・・・・粗製ノ上同業者競争ヲ起コシ 益々濫造ニ流ルゝノ傾向ナリ。之ニ反シテ京都製品ニ於テハ、紙質其他原料等ヲ撰ミ、・・・白地雲母唐紙ノ如キハ京都ノ水質ニ適シ、他ニ比類ナキ純白善良ナル品ヲ製ス。故ニ下等室壁張ニハ適セザルモ、上等室壁張唐紙等ハ悉く京都ニ注文アリ。之レ 我京都功者ノ名誉ナリ。」とある。
時代の流れで量産の必要性から、やや粗製濫造の傾向にある東京・大阪の唐紙屋に対して、伝統を重んじる京都の伝統工芸的職人の唐紙師の意地が示されていると言える。
京唐紙の技法の概略は、地紙をまず紙に礬水（どうさ）を引き、顔料あるいは染料で染める。そして具あるいは雲母を溶き、姫糊を加え、布海苔、膠（にかわ）、合成樹脂などを適宜に調合した顔料を、大きな篩に塗って、版木にまんべんなくつける。次に紙を版木の上に置いて手のひらでこすり紋様を摺る。その紙を篩でまた顔料で塗り、手のひらで摺ること二度三度と繰り返して、量感のあるふっくらと摺り上げて仕上げる。
京から紙は、版木に柔らかいホオノキを用い、刷毛でなく篩で顔料を塗り、バレンでなく手のひらで摺り上げ、独特の暖かみのある京から紙が作られる。また、版木による型押しの技法のほかに型紙による技法もある。片目によく練った雲母粉を、竹ベラでこの型紙の紋様部分を埋めていく。この他にも漆型押し技法や金箔・銀箔の箔押しや糊を付けた筆で紋様を描いて金銀砂子（すなご）を振り掛ける砂子振り等の技法も用いられた。さらに京独特の揉み紙技法もあった。
揉み紙の技法は、熟練した指の動きで各種の揉み紋様を表す技法で、上層と下層に違った顔料を塗って、揉み皺によって上層の顔料が剥落し下層の顔料が微妙な線となってあらわれ、独特の紋様を作る。揉み方には15種類があり、小揉み、大揉み、小菊揉み、菱菊揉み、山水揉みなどの名称がある。この揉みの技法に各種の型押し技法を組み合わせた手の込んだ、から紙もあった。京から紙の伝統は、手間暇を惜しまず、量産効果を望まず、ひたすらに伝統工芸の手作りの暖かみを保ち続けた。

### 京からかみの紋様
襖障子は、明かり障子のように採光性という重要な目的性という機能を持たず、たんに室内の間仕切りとしての役割しか持っていない。それでいて、構造的な壁面と違って、その部屋の役割や個性や室礼（しつらい）に重要な役割を果たしている。
その部屋の果たすべき目的や雰囲気は、襖障子に描かれた紋様によって、大部分が決定されているとも言える。格式を重んじる応接間としての書院と、やすらぎを得る家族の居住する居間とは自ずから襖障子の紋様の果たす役割が異なる。さらに、その家の主の社会的立場や好みによっても、襖障子の紋様は異なった。襖の紋様を大別すると、公家好み、茶方好み、寺社好み、武家好み、町や好みに分けられる。

### 公家好みの紋様
格式を重んずる公家らしく有職紋様が多い。有職紋様には幾何紋が多く、松菱、剣菱、菱梅などの菱形が目立ち、武家や町屋向けにも流用されている。
唐草紋様は中国の影響で古くから用いられ、想像上の動物や植物を図案化した宝相華唐草や鳳凰丸唐草がある。このほか牡丹唐草、獅子丸唐草、菊唐草などがある。松唐草、桐唐草、桜草唐草などは、有職紋様から発して和風紋様として広く用いられ親しまれている。
京から紙の有職紋様としては、東大寺紋様とか花鳥立涌紋がある。立涌紋は「たちわき」とも言い、公家装束に多く用いられ、相対した山形の曲線を縦に連ね、向き合った中央はふくれ、両端はすぼまった形の図案のこと。中央に描いた紋様によって雲立涌、牡丹立涌、藤立涌、桜橘立涌などがある。桜橘立涌は、右近の橘、左近の桜にちなんでいる。
宮廷雅楽に伝承されている「青海波」の装束紋に由来する青海波は特に有名である。雲に瑞鳥を配した雲鶴紋は、今も京都二条城の襖を飾っている。このほか鳳凰の丸、萩の丸、梅の丸などの丸紋も公家好みとして多用された。

### 茶道好みの紋様
茶道の家元は、独自性を重んじる禅宗文化の影響で、それぞれの家元の好みの紋様を版木に彫らせて、独自の唐紙を茶室に張らせた。表千家の残月亭には、千家大桐と鱗鶴が使われている。桐紋は、唐紙紋様の中でも最も多く、平安時代は皇室の専用であったが、のちに公家や武家にも下賜されて多彩に変化した。
太閤秀吉の好んだ花大桐は、花茎が自由な曲線で左右に曲がり、葉形に輪郭がある。千家大桐は、花茎が直線で葉形に輪郭がない。これは太閤秀吉の花大桐が版木を用いたのに対して、型紙を用いて胡粉を盛り上げた技法の違いである。このほか茶道の好みの桐紋には、変わり桐、光悦桐、光琳桐（蝙蝠桐）、兎桐布袋桐、お多福桐などさまざまな意匠がある。
松葉図案も茶道好みの紋様で、茶道の家元では十一月中旬の炉開きから三月頃まで、茶室の庭には松葉を敷く習わしがあり、このしきたりに由来した図案である。表千家の不審庵には千家松葉（こぼれ松葉ともいう）、裏千家には敷松葉が好まれている。このほか表千家好みには、唐松、丁字形、風車置き上げ、吹き上げ菊などがある。裏千家好みには、小花七宝、宝七宝、細渦、松唐草などの図案を工夫している。
武者小路千家では、吉祥草を特別に好みとし、壺型の土器を散らした「つぼつぼ」は三千家共通に用いられている。このほか小堀政一の流派には、遠州輪違いを用いている。茶道の家元での紋様は、ほとんどが植物紋様で、整然とした有職紋様のような幾何紋様は見あたらない。茶道の精神は、俗世間を超越した精神的高揚を重んじる「侘茶」の世界であり、秩序正しい有職紋様はそぐわない。

### 寺社好みの紋様
寺院の大広間などに使われている紋様には雲紋が目立っている。大大雲、影雲、鬼雲、大頭雲などで、これに動物を配した雲鶴紋、竜雲紋などがある。京都の寺院では桐雲は一般的である。高台寺の高台寺桐、清涼寺の嵯峨桐、西本願寺の額桐などの桐紋がある。また西本願寺では下り藤を特に好み、東本願寺でも八つ藤を用いている。東本願寺の抱き牡丹は同寺院の象徴として用いられ、ほかに抱き牡丹立涌、六篠笹などがある。
知恩院好み抱き茗荷と三菱葵丸立涌である。三菱葵は徳川家の独占であるが、知恩院は家康の生母の菩提寺であるため使用が許されていた。一般の葵紋は双葉葵を用い、神社の代表的なものとして加茂神社が神紋の双葉葵を用いている。加茂神社の双葉葵は写実性が強く古風な格式がある。

### 武家と町屋好みの紋様
武家好みには、雲立涌、宝尽し市松、小柄伏蝶、菊亀甲のような有職紋様の系譜の整然とした堅い感性のものが多い。また唐獅子や若松の丸、雲に鳳凰丸、桐雲なども公家や寺院で用いられた図案の系譜に属する。町屋好みは、豆桐や小梅のようにつつましさを持ちながらも、光琳小松、影日向菊、枝垂れ桜のような琳派の装飾性の高い紋様を好んだ。琳派紋様は、京の唐紙師たちが嵯峨の芸術村の強い影響を受けて、洗練された唐紙紋様として多様化した。
琳派紋様の系譜には、枝紅葉、紅葉と流水、竜田川、光悦桐、光悦蝶、荒磯、光琳大波、光琳菊、光琳小松などがある。幾何紋様は直線、曲線、渦線、円などで構成され、単純な紋から複雑な紋まで多彩で、京唐紙にも多く用いられている。菱形、亀甲、麻葉、市松、丸紋、渦紋、輪違いなどが多用されている。また寺社や名家では家紋を襖障子に用いる事も多かった。

## 江戸から紙

### 生漉き唐紙
京から紙が越前奉書紙や鳥の子紙など高級な紙を用いたのに対して、「江戸から紙」は、西ノ内紙、細川紙、宇陀紙などを用いた。西ノ内紙は、常陸の久慈川上流地域の那珂郡の西の内で漉かれた、純楮紙で黄褐色の厚紙で、丈夫で保存性が良い紙である。水戸藩の保護の下、常陸特産の紙として江戸時代には高い評価を受け、『日本山海名物図絵』には、越前奉書・美濃直紙・岩国半紙と並んで、西ノ内紙は江戸期の最上品の紙とされている。
細川紙は、もともと紀州高野山麓の細川村で漉かれた、楮紙の細川奉書を源流としており、江戸期に武蔵野の秩父・比企・の両郡で盛んに漉かれた。細川紙では、特に比企郡小川町が有名で、「ぴっかり千両」という言葉があり、「天気さえ良ければ一日千両になる」と言われたほど繁栄し、江戸町人の帳簿用や襖紙加工の原紙として利用された。細川紙技術保存会によって今日まで技術が伝承され、昭和53年（1978年）に、細川紙の製紙技術は重要無形文化財に指定されている。　細川紙も西ノ内紙と同様に純楮の生漉き（一切他の原料を混ぜない）が特徴で、生唐（生漉き唐紙の略）と称した。宇陀紙は、大和の吉野の産の紙で、もともと国栖紙と呼ばれた楮の厚紙で、吉野郡国栖郷で漉かれたものを、宇陀郡の紙商が大坂市場に売り出し、吉野紙専門の紙問屋があって全国に売り広められて、宇陀紙の名が広まった。
「吉野紙」としては極薄様の紙で名高く、『七十一番職人歌合』に、「忘らるる我が身よ　いかに奈良紙の薄き契りは　むすばざりしを」とあり、奈良紙すなわち吉野の延紙（鼻紙）の薄さを「やはやは」と、みやびやかに呼んで、公家の女性たちはその薄さを愛した。また、その特性を活かして「油こし」や「漆こし」に利用されて全国にその名が知られていた。宇陀紙は、吉野ので漉かれた杉原紙（中世の武士社会に最も流通した中葉の楮紙で、本家播磨の杉原紙を各地で模造した）を源としており、江戸でも多く流通し江戸からかみに用いられた。

### 更紗型染め
江戸期の人口は100万を越えて紙の需要も大きく、唐紙の普及と大火が相次いだことで、唐紙の需要も急拡大して、関東の紙漉き郷は、江戸市民に日用の紙を供給する重要な役割を果たした。
そして明治期以降は、襖紙の業界を東京がリードするようになっている。江戸からかみの紋様絵付けは、木版摺りと共に更紗型染めが多く用いられた。木版に絹篩を通して絵具を移して摺る木版摺りは、やわらかい風合いがあるが型染めの捺染では、硬く鋭い鮮明な紋様がやや冷たい感じとなるが、型合わせができるため、多くは三枚から四枚の型紙を用いて染める多色摺りの追っかけ型を用いた。江戸では、しばしば大火に見舞われ版木を消失することが多く、応急にからかみのを作る必要に迫られて、型紙の捺染を用いたものが発展した。江戸からかみのデザインは、捺染に適した小粋な江戸小紋が多用されたのが特徴のひとつといえる。

### 岩石唐紙
江戸時代の建築図面では、襖障子と唐紙障子の区別が有ったようだ。襖障子は、表面仕上げに鳥の子紙を貼り、その上に金箔を貼りその上から極彩色の岩絵の具で絵柄を描くか、鳥の子の地肌に直接彩色あるいは墨で絵を描いたものを指した。
唐紙障子は、無地色紙あるいは木版で紋様を摺った「から紙」を仕上げに貼った障子を指している。唐紙は、胡粉（鉛白を原料とした白色顔料で、室町期以降は貝殻を焼いた粉末を用いた）に膠をまぜたものを塗って目止めをした後、雲母の粉を唐草や亀甲などの紋様の版木で摺り込んだものである。国産化された初期の唐紙は、斐紙（雁皮紙）に「花文」を施したもので、「からかみ」「から紙」と表記された。
『新選紙鑑』には、襖紙のことを「からかみ」とし、「から紙多く唐紙といふ。しかれども毛辺紙にまぎるるゆへ ここに から紙としせり」とある。このことは以前にも記した。
唐紙障子に貼る襖紙を江戸時代後期には、和唐紙と称してさまざまに改良工夫されて量産化されている。江戸において唐紙の需要が最も多く、和唐紙も江戸で盛んにつくられた。和唐紙は、江戸後期では三椏七分、楮三分の原料で漉かれ、大判を特徴としている。文化四年の「和製唐紙　紙漉屋仲間　新規議定之事」によると、幅二尺長さ四尺五分が標準寸法としている。
このころに岩石唐紙という、幅三尺長さ六尺という、いわゆる三六判の大判も初めて漉きはじめられている。石で叩いたような皺紋があったので、岩石唐紙と呼ばれた。漉き方はいわゆる「流し込み式」で、紙料液を漉き桁に流し込んで、手で均等に分散させ、簀に乗ったままの湿紙を天日で乾燥させる。このように簀のまま乾燥させると、簀の目が皺紋をつけて、独特の風合いをもった唐紙となる。一般には水を濾し終わったら、簀のうえに紙層を載せたまま、紙床にうつ伏せにして、静かにめくるように簀だけをはがし、漉き上げた湿紙を紙床に重ねて行く。

### 泰平紙
岩石唐紙の皺紋をさらに工夫改良して、皺紋をより目立たせたものが、泰平紙（太平紙）である。漉くときの流し込みの時に、四隅に簀よりはみ出すように漉きあげ、水を濾し終わった湿紙の時に、左右に引っ張ったり、前後に縮めたりを繰り返して、皺紋を大きくつくり乾燥させる。乾燥すると岩石唐紙の皺紋よりもくっきりとしたエンボス上の凹凸ができる。
『楽水紙製造起源及び沿革』によると、「天保14年（1843年）初めてこれを製し、将軍家斉公の上覧を  かたじけなふせしおり、未だ紙名なきを以て、泰平の御代にできたればとて、泰平紙とこそ下名せられたれ」とある。この泰平紙は、皺紋だけでなく染色したり、透かし文様を入れて襖障子用に用いられた。泰平紙の製法について『明治十年内国勧業博覧会出品解説』によると、「漉框（漉桁）に紙料を注ぎ入れてから、竜・鳥・草花などの画紋を描き、引き上げて水分がやや滴下したときに、簀を六〜七回振り動かして皺紋をつくる。」とある。

### 楽水紙
皺紋を特徴とする泰平紙に対して、海藻を漉き込んで独特の紋様をつけた、襖障子一枚の大きさのいわゆる三六判の紙を楽水紙という。泰平紙を創製したのは、玉川堂田村家二代目の文平であったが、楽水紙もやはり田村家の創製であった。玉川堂五代目田村綱造の『楽水紙製造起源及び沿革』によると、「和製唐紙の原料及び労力の多きに比し、支邦製唐紙の安価なると、西洋紙の使途ますます多きに圧され、この製唐紙業の永く継続し得べからざるより、ここに明治初年大いに意匠工夫を凝らしし結果、この楽水紙といふ紙を製することを案出し、今は玉川も名のみにて、鳥が鳴く東の京の北の端なる水鳥の巣鴨の村に一つの製紙場を構え、日々この紙を漉くことをもて専業とするに至れり。もっとも此の紙は全く余が考案せしものにはあらず、その源は先代（田村佐吉）に萌し、余がこれを大成せしものなれば、先代号を楽水といへるより、これをそのまま取りて楽水紙と名ずける。」とある。
玉川堂五代目田村綱造が漉いた楽水紙は、縦六尺二寸、横三尺二寸の大判であった。漉桁の枠に紐をつけ滑車で操作しやすくし、簀には紗を敷き、粘剤のノリウツギを混和して、流し込みから留め漉き風の流し漉きに改良している。さらに染色し、紋様を木版摺りすることも加え、ふすま紙として高い評価を得て需要が急増した。三椏を主原料とした楽水紙にたいして、大阪では再生紙を原料とする大衆向けの楽水紙が漉かれるようになり、新楽水紙と称された。やがて、新楽水紙が東京の本楽水紙を圧迫する情勢となった。やがて東京でも大正二年には十軒を数える業者が生まれている。
大正12年（1923年）の関東大震災で、復興需要の急増と、木版摺りの版木が焼失したのに伴い、新楽水紙が主流となった。昭和12年（1937年）には、東京楽水紙工業組合が組織され、昭和15年（1940年）には組合員35名、年産450万枚に達していた。太平洋戦争後には、越前鳥の子や輪転機による多色刷りのふすま紙に押されて衰滅した。

## 唐紙師

### 経師からの分業
鎌倉時代にはいって書院造りが普及してから、「唐紙師（からかみし）」という襖紙の専門家があらわれ、表具師（布や紙を具地に貼る）は分業化され、その名を引き継いで経師ともいわれた。経師が木版摺りを行ったようである。経師とは、本来は経巻の書写をする人のことであり、経巻の表具も兼ねており、さらに唐紙を障子に張るようになって、襖の表具もするようになった。そして、「からかみ」の国産化に伴って木版を摺る絵付けまで守備範囲が拡大したようである。むろん当時の「から紙障子」は公家や高家の貴族の邸宅に限られており、需要そのものが少なく、専門職を必要とはしていなかった。
南北朝から室町初期に完成した『庭訓往来』には、「城下に招き居えべき輩」として多くの商人、職人の名を列挙しており、襖障子に関係するものとして唐紙師、経師、紙漉き、塗師、金銀細工師などが挙げられており、襖建具が分業化された職人を必要とするほどに、武士階級に相当普及していた事とが知れる。
唐紙師は、漉き上がったかみにさまざまな技法を用いて紋様絵付けを摺る職人のことである。職人衆の知行を記している『小田原衆所領役帳』には、永禄二年(1559)の奥書があり、職人頭の須藤惣左衛門の二九一貫に対して、唐紙師の長谷川藤兵衛は四十余の知行を受けていたことが記されている。明応9年（1500年）の『七十一番職人歌合』の唐紙師の図には、「 そら色のうす雲ひけどからかみの  下きららなる月のかげなり  から紙師」とある。

## からかみの技法

### きらら
「からかみ」は、紋様を彫った版木に雲母または具（顔料）を塗り、地紙を乗せて手のひらでこすって摺る。雲母は花崗岩の薄片状の結晶の「うんも」で古くは「きらら」、現在では「きら」といい、白雲母の粉末にしたものを用いる。独特のパール状の光沢があり、どの顔料ともよく混ざり、大和絵の顔料として用いられてきた。
具は、蛤などの貝（ばい）殻を焼いて粉末にした白色顔料の胡粉に膠や腐糊 と顔料を混ぜたものである。胡粉は鎌倉時代までは「鉛白」が使われ、白色顔料として使用された。胡粉は顔料の発色が良くなり、また地紙の隠蔽性を高める。このため地塗りとしても使用された。一般的には、顔料を混ぜた具で地塗りをして、雲母で白色の紋様を摺る方法（地色が暗く、紋様を白く浮かせるネガティブ法）と、雲母で地塗りして、具で摺る具摺り（地色が白く、紋様に色がつくポジティブ法）も行われた。

### 絹篩
これらを基本に各種の顔料や金銀泥（きんぎでい）を加えて紋様が摺られるが、絵具を版木に移すときに絹篩という用具を用いる。絹篩は、杉などの薄板を円形状に丸めた木枠に、目の粗い絹布か寒冷紗（粗くて硬い極めて薄い綿布）を張ったもので、これに絵具を刷毛で塗り、版木に軽く押しつけて顔料を移す。顔料の乗った版木の上に地紙を乗せて、紙の裏を手のひらで柔らかくこする。その動作が平泳ぎのような手の動きに似ている事から、「泳ぎ摺り」ともいう。版画のように版木に直接絵具を刷毛塗りをせず、から紙は絹篩を通して絵具を移し、手の平でこするのは、顔料の着量の調節が目的で、ふっくらとした風合いのある仕上がりを得るためである。木版摺りには、この他に空摺り・利久紙（利休紙）摺り・月影摺り・蝋箋などの技法も使用されていた。

### 空摺り
空摺りは、同じ画の版木を陽刻の凸状のものと、陰刻の凹状の二版に彫り分け、陰刻の版木の上に地紙を乗せて、上から陽刻の版木を重ねて圧をかけると、凸状の形が浮き出る技法で、今日のエンボスと同様な形押しの技である。浮いた凸面から彩色加工を施し、レリーフのような質感をもたらす。

### 利久紙摺り
利久紙摺りは、西ノ内紙などの生漉き紙に礬水（明礬を溶かした水に膠を加えたもの。絹や紙の表面に引いて墨や絵具のにじみを防ぐ）を引き、乾燥させてから染料を塗る。次に版木に薄い米糊を塗って、紙の上に載せて押しつけてから、版木を取ると版木の紋様の部分の染料が薄くはがし取られ、微妙な濃淡のあるネガ状の風雅な紋様が現れる。

### 月影摺り
月影摺りは、細川紙や西ノ内紙などの生漉き紙に、礬水を引かず、薄墨色だけで紋様を摺ったもので、墨のにじみを特徴とし、江戸で多く作られた。また版木の代わりに型紙を用いる絵付け技法もある。京からかみの場合は、型紙（紙を貼り合わせて柿渋を塗った渋紙を用いて型を切り抜いたもの）を用いて絵具を厚く盛り上げる「置き上げ」が行われ、江戸からかみでは更紗型染（捺染型染で、染料に膠を加えたもので型染めする）の技法を用いている。

### 蝋箋

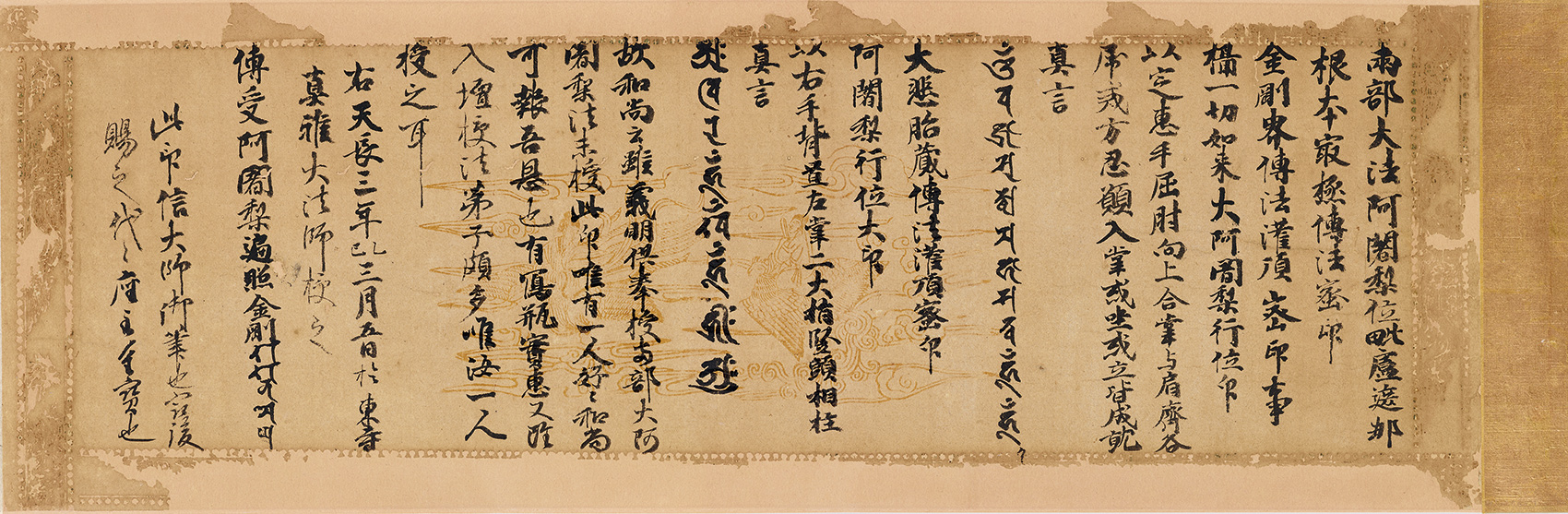
後醍醐天皇筆、文観房弘真料紙装飾・奥書『後醍醐天皇宸翰天長印信（蠟牋）』（国宝、醍醐寺蔵）

蝋箋（ろうせん）または蠟牋とは、紋様を彫った版木の上に紙を載せて、紙の上から固い物でこすって磨き、あたかも蝋を引いて紋様を描いたような図柄を出す技法、またはその技法によって作られた料紙。
古代から近世にかけては、竹紙に蝋箋の技術を施された中国製の紙が舶来品として珍重された。国宝に指定されているものとして、後醍醐天皇・文観房弘真の『後醍醐天皇宸翰天長印信（蠟牋）』がある。
なお、中国語の「蝋箋紙」とは、文字通り、蝋引きで艶を出した紙のことで、日本の蝋箋とは別物である。日本の「蝋箋」に当たるものは、中国の文化では「砑花紙」（がかし）という。

### 墨流し
墨流しは、墨を水面に流した上に松脂を滴して、墨を水面に散らしこれを紙に写し取る特殊な技法である。

### 揉み紙
からかみの技法のなかに、版木などによる摺りものとは異なる「揉み紙」という独特の技法がある。紙を揉むのは、布地の感触をだす技法で、中世に茶道の表具用の紙として揉み紙が使用され、のちにから紙にも揉み紙の技法が採用された。